# Leptosia bastini
Leptosia bastini is een vlindersoort uit de familie van de Pieridae (witjes), onderfamilie Pierinae.
Leptosia bastini werd in 1997 beschreven door Hecq.